# Robin Burcell
Robin Burcell, née en 1960, est une femme de lettres américaine, auteure de roman policier.

## Biographie
Après avoir travaillé pendant plus de vingt ans comme détective dans la police en Californie, elle se consacre à l'écriture.
En 1999, elle publie L'assassin n'a d'yeux que pour elle (Every Move She Makes), roman policier pour lequel elle est lauréate du prix Barry 2000 du meilleur livre de poche original. Ce roman inaugure une série de quatre romans de procédure policière qui racontent les enquêtes de Kate Gillespie, une inspectrice des homicides pour la police de San Francisco. En 2003 et 2004, deux autres titres de cette série, Fatale Vérité (Fatal Truth) et Deadly Legacy, remportent successivement le prix Anthony du meilleur livre de poche original.
En 2008, avec le roman Face of a Killer, Robin Burcell amorce une nouvelle série policière ayant pour héros Sydney Fitzpatrick, un agent du FBI. 

## Œuvre

### Romans

#### SérieKate Gillespie
- Every Move She Makes (1999) Publié en français sous le titre L'assassin n'a d'yeux que pour elle, Boisbriand, Éditions Pratiko, 2005  (ISBN 978-292288919-2)
- Fatal Truth (2002) Publié en français sous le titre Fatale Vérité, Boisbriand, Éditions Pratiko, 2005  (ISBN 978-292288915-4)
- Deadly Legacy (2003)
- Cold Case (2004)

#### SérieSydney Fitzpatrick
- Face of a Killer (2008)
- The Bone Chamber (2009)
- The Dark Hour (2012)
- The Black List (2012)
- The Last Second (2013)
- The Kill Order (2013)

#### SérieFargo
Cette série est coécrits avec Clive Cussler.
1. (en) Pirate, 2016
2. (en) The Romanov Ransom, 2017
3. (en) The Gray Ghost, 2018
4. (en) The Oracle, 2019
5. (en) Wrath of Poseidon, 2020

- Livres uniquement écrits par Robin Burcell :

1. (en) The Serpent's Eye, 2024

#### Autres romans
- When Midnight Comes (1995) Publié en français sous le titre Aujourd'hui plus qu'hier, Paris, J'ai lu, coll. « Aventures et Passions » no 4817, 1998  (ISBN 2-290-04817-8)
- The Last Good Place (2015)

## Prix et distinctions

### Prix
- Prix Barry 2000 du meilleur livre de poche original pour Every Move She Makes[1]
- Prix Anthony 2003 du meilleur livre de poche original pour Fatal Truth[2]
- Prix Anthony 2004 du meilleur livre de poche original pour Deadly Legacy[3]

### Nominations
- Prix Anthony 2005 du meilleur livre de poche original pour Cold Case[4]
- Prix Macavity 2005 du meilleur roman pour Cold Case[5]